# Идущие по хвосту тигра
«Идущие по хвосту тигра», в другом переводе «По следам тигра» (яп. 虎の尾を踏む男達 Tora no o wo fumu otokotachi) — художественный фильм, снятый Акирой Куросавой по собственному сценарию в 1945 году. Основан на пьесе кабуки «Кандзинтё» («Список пожертвований для храма», 1840, автор — Намики Гохэй III), которая, в свою очередь, основана на пьесе но «Атака».
Фильм был запрещён во время оккупационного режима SCAP и вышел только в 1952 году после подписания Сан-Францисского мирного договора.

## Сюжет
Действие происходит в 1185 году. Вернувшись с триумфом с войны, полководец Минамото-но Ёсицунэ оказывается оклеветанным и впадает в немилость у сёгуна, своего брата. Ёсицунэ вынужден скрываться, его сопровождают лишь шесть верных самураев. Чтобы обмануть врага, они переодеваются в странствующих горных монахов. Лидером группы является хитроумный Бэнкэй. Чтобы продолжить свой поход, беглецы должны преодолеть перевал, тщательно охраняемый стражниками, которые получили приказ строго допрашивать всех проходящих.

## В ролях
- Дэндзиро Окоти — Бэнкэй
- Сусуму Фудзита — Тогаси
- Кэнити Эномото — носильщик
- Масаюки Мори — Камэй
- Такаси Симура — Катаока
- Акитакэ Коно — Исэ
- Ёсио Косуги — Суруга
- Хансиро Иваи — Ёсицунэ
- Дэкао Ёко — Хидатибо